# Europäischer Verband der Landwirtschafts-, Lebensmittel- und Tourismusgewerkschaften
Der Europäische Verband der Landwirtschafts-, Lebensmittel- und Tourismusgewerkschaften, auf Englisch European Federation of Food, Agriculture, and Tourism Trade Unions (EFFAT), ist ein Europäischer Gewerkschaftsverband mit Sitz in Brüssel. Es repräsentiert 120 Gewerkschaften in 35 Ländern mit einer Gesamtmitgliederzahl von mehr als 2,6 Millionen Mitgliedern. EFFAT ist die europäische Regionalstruktur der Internationale Gewerkschaft der Nahrungsmittelarbeiter. EFFAT ist Mitglied des  Europäischen Gewerkschaftsbundes.
EFFAT ging 2000 durch Fusion aus den beiden Europäischen Gewerkschaftsföderationen EAL-IUL und EFA hervor.
Der 5. EFFAT-Kongress fand am 6./7. November 2019 in Zagreb statt.
Präsidentin ist Malin Ackholt, Generalsekretär Kristjan Bragason, Stellvertretender Generalsekretär Enrico Somaglia.

## Mitgliedsgewerkschaften in Deutschland, Österreich und der Schweiz
Mitgliedsorganisationen sind
- aus Deutschland: die IG Bauen-Agrar-Umwelt und die Gewerkschaft Nahrung-Genuss-Gaststätten,
- aus Österreich: die Gewerkschaft Öffentlicher Dienst (GÖD), die Gewerkschaft GPA, die Gewerkschaft PRO-GE und vida.
- aus der Schweiz: der Unia.